# آرنولد بنت
آرنولد بنت (انگلیسی: Arnold Bennett؛ ‏ ۲۷ مهٔ ۱۸۶۷ – ۲۷ مارس ۱۹۳۱) رمان‌نویس، نمایشنامه‌نویس، روزنامه‌نگار اهل بریتانیا بود. 
وی نویسندهٔ پُرکاری بود و در سال‌های فعالیت حرفه‌اش، ۳۴ رمان، هفت جلد داستان کوتاه، ۱۳ نمایشنامه (برخی با همکاری دیگر نویسندگان) و یک نشریهٔ روزانه مشتمل بر ۱ میلیون کلمه نگاشت. وی برای بیش از ۱۰۰ روزنامهٔ مختلف، مقاله و داستان می‌نوشت، مدتی طی جنگ جهانی اول، در وزارت اطلاعات بریتانیا کار می‌کرد و در دههٔ ۱۹۲۰ میلادی، فیلم‌نامه‌هایی برای چند فیلم سینمایی نوشت.
از فیلم‌هایی که وی در آن‌ها نقش داشته‌است، می‌توان به شهر یک هزار خوشی اشاره نمود.
وی همچنین برندهٔ جوایزی همچون جایزه یادبود جیمز تیت بلاک شده‌است.